# 女峰山
女峰山（にょほうさん）は日光市の北側、男体山の北東約7km地点にある標高2,483mの成層火山である。日光三山のひとつ。日本二百名山のひとつ。

## 概要
かつては旧・日光市と旧・栗山村（現在は日光市に合併）の境とされた山で、女貌山、女体山とも呼ばれる。いわゆる日光表連山の東に位置し、日本国内では女峰山より東にこれより高い地点はない。山頂には二等三角点「女峰山」（標高2,463.5m）が設置されている。

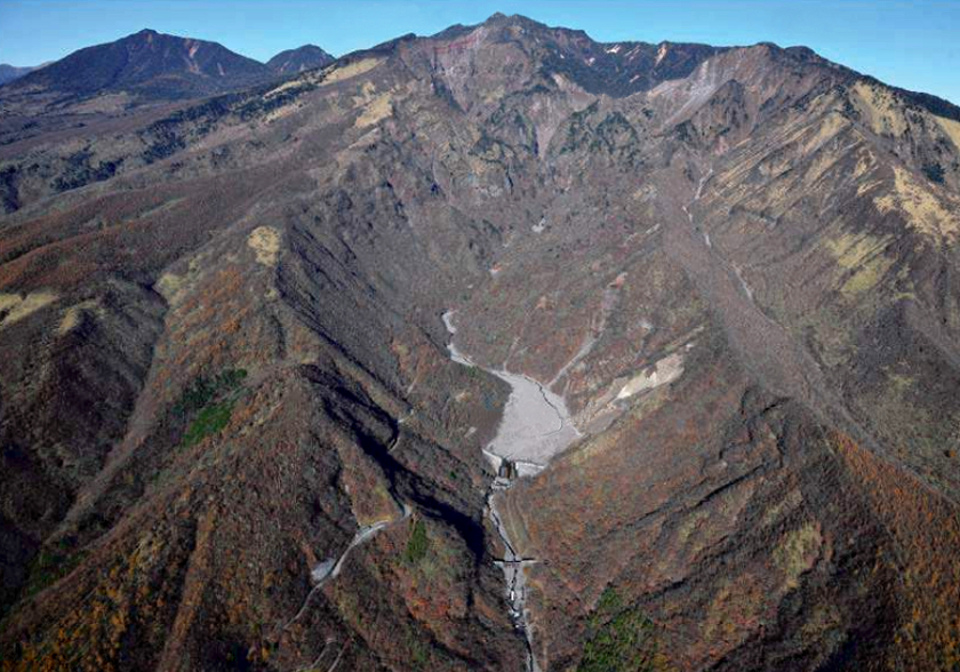
女峰・赤薙山を南東上空から

35万年前ころから噴火をはじめ、平均して1万年に1回の割合で噴火を繰り返したが、8万6000年前を最後に噴火を停止し、開析が進んだため山頂は鋭くなり、日光連山の中で最も尖った外観となっている。浸食によりえぐられた山頂の火口は、約3kmほどの馬蹄形をしており、その西の峰が女峰山、東の峰が赤薙山と呼ばれ、西の帝釈山とも、日光三剣の1つ「剣ガ峰」とされるやせ尾根でつながっている。火口壁はいまも崩壊を続けており、数100mの絶壁がみられる。
日光三山のひとつである女峰山は山岳信仰でも知られ、修験道の修行である「日光三山掛け」の一番山とされる。男体山の祭神が大国主神であるのに対して、女峰山の山頂には滝尾神社の奥社女峰山神社があり、大国主命の妃の一人、田心姫命（たごりひめのみこと）を祭る。

## 登山
登山道には、日光市内から黒岩の頭、唐沢小屋を経由する長い尾根をたどるもの、霧降高原から天空回廊と呼ばれる1445段の階段を登り赤薙山を経由するもの、小真名子山との間の富士見峠から帝釈山を経由するものの3本がある。その中では、山岳信仰が盛んだったころの修験者の道である、日光二荒山神社からの道が主だが、道程の標高差が1800mもあり、登頂まで6時間を要する。長い尾根沿いの登山道は、登山愛好家の間で女峰の馬鹿尾根と呼ばれ親しまれている。最近は霧降高原から登る人も多く、こちらは約5時間40分を要する。なお、以前は霧降高原から赤薙山へはリフトが利用できたが、2010年にすべて廃止されて前述の階段が設置された。
山頂からは、日光連山、会津、越後、那須、筑波山、富士山などの山々を展望できる。山頂の南東側にある雲竜渓谷は、稲荷川の源泉をなしており、深い谷に七滝をはじめとする多くの滝をかけており、冬場の氷瀑登りで知られる。

## 参考画像

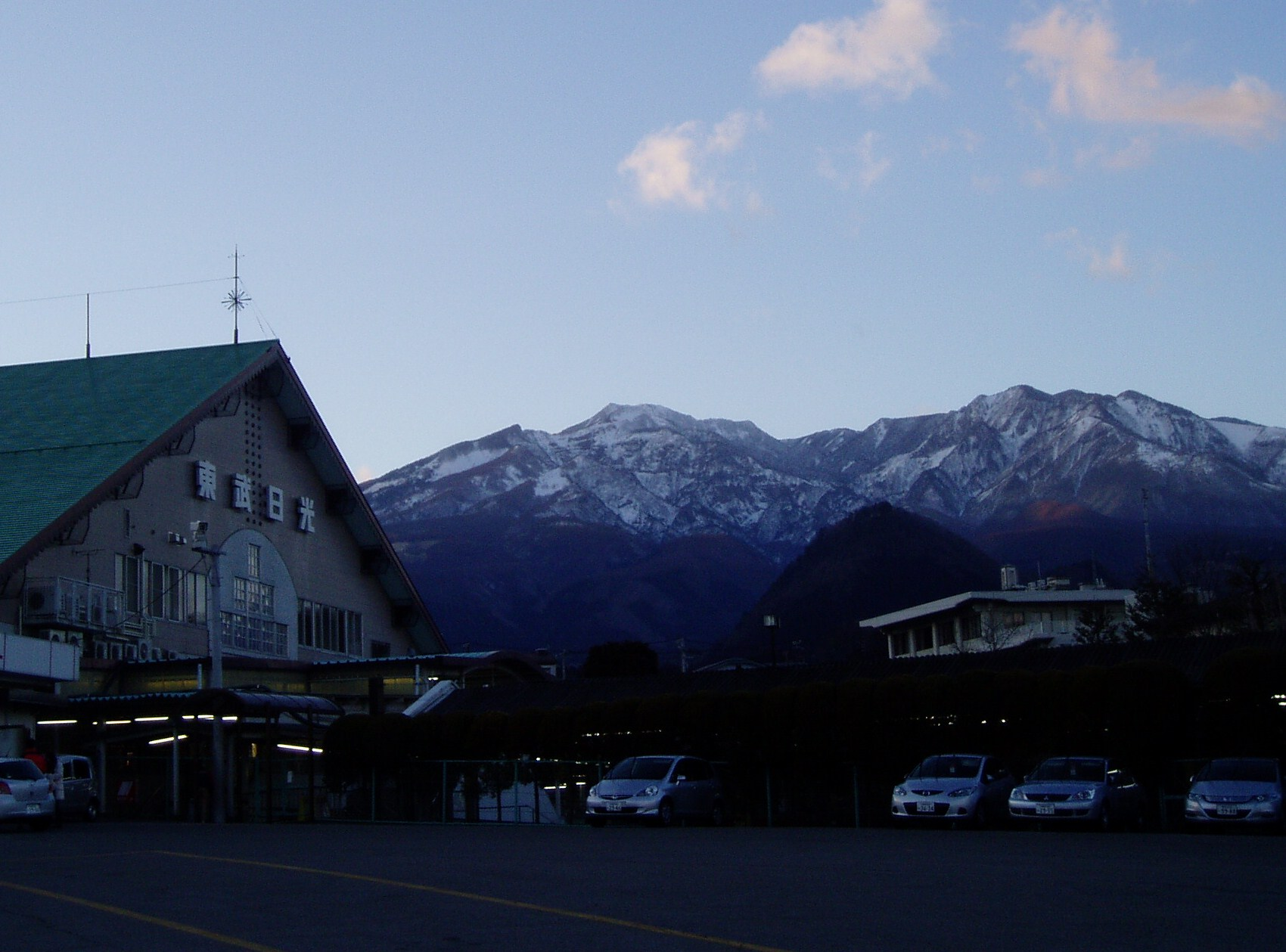
東武日光駅からの女峰山。
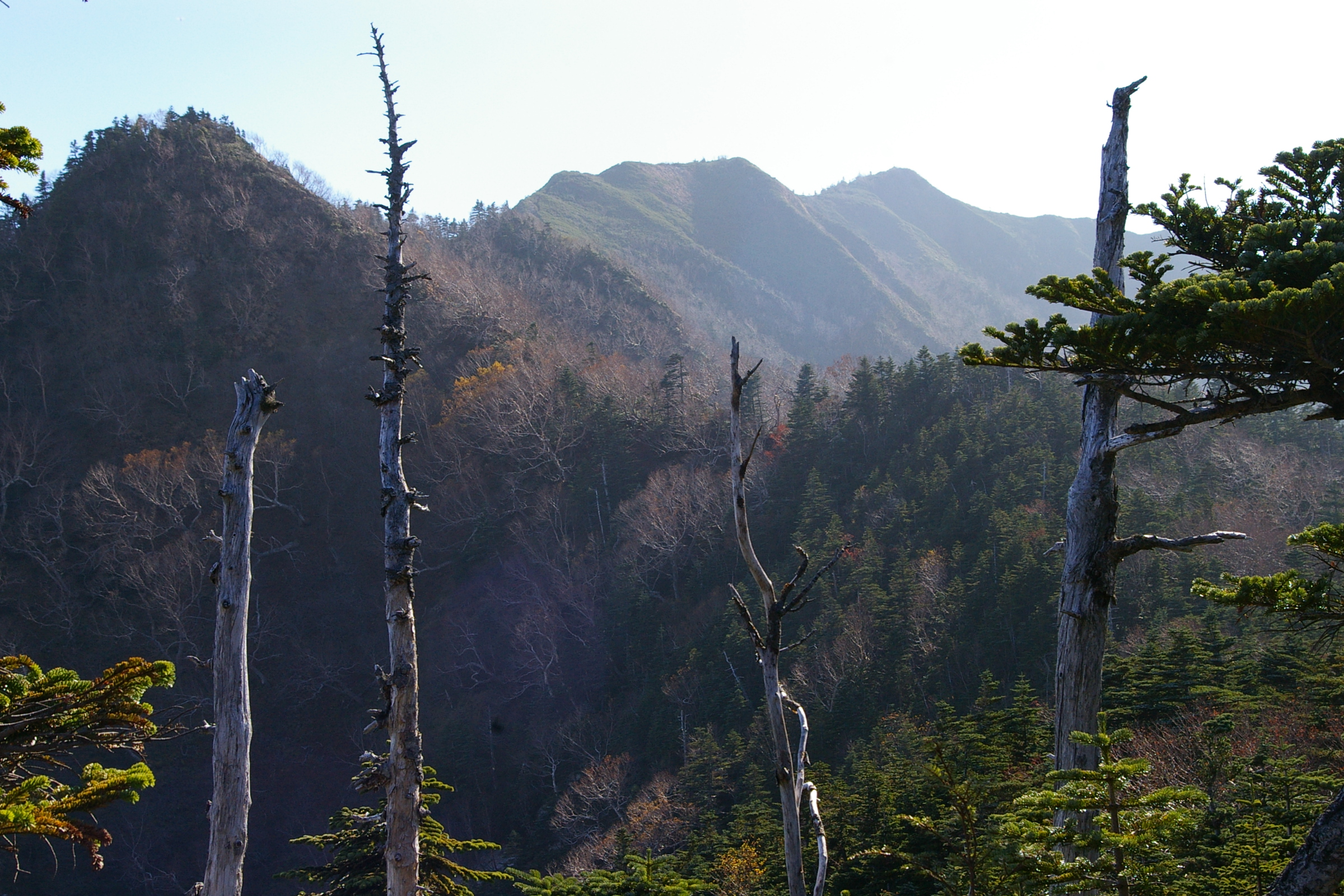
一里ヶ曽根2,300m付近からの女峰山。
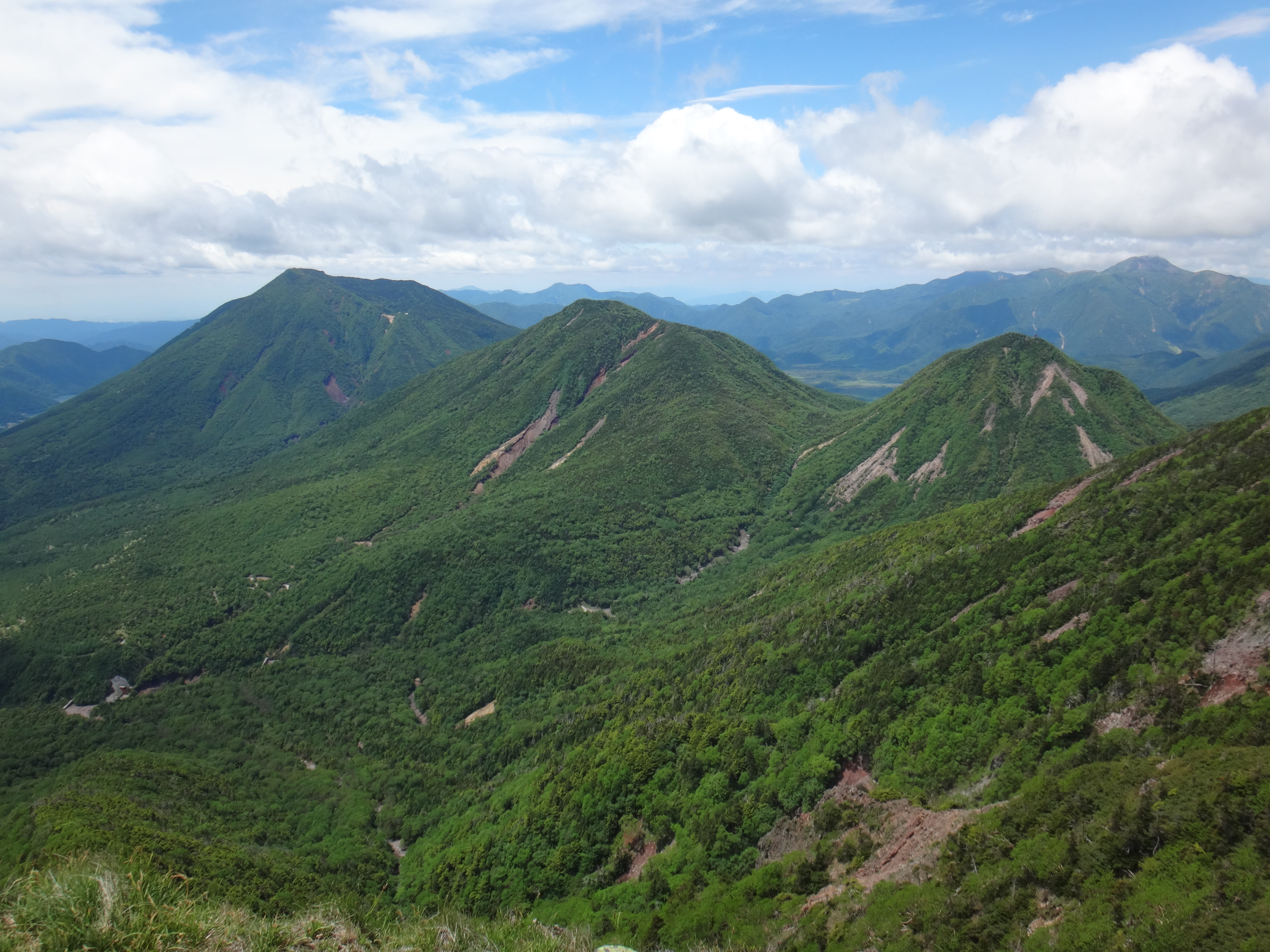
女峰山から南西を望む。左から男体山、大真名子山、小真名子山。右奥に日光白根山。
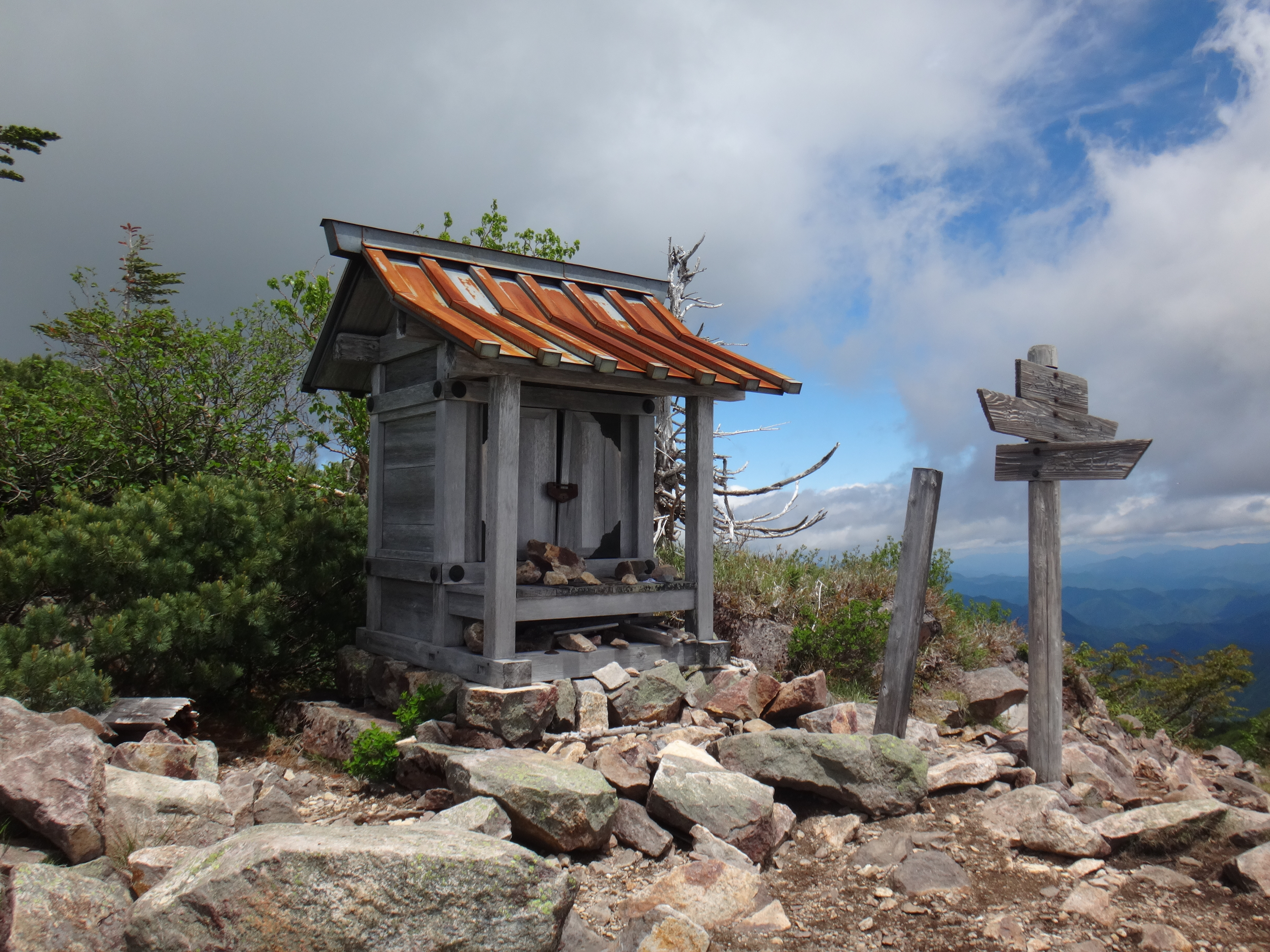
山頂直下の祠

## 付近の山
- 帝釈山
- 大真名子山
- 小真名子山
- 男体山
- 太郎山
- 赤薙山

## その他
- 1978年8月3日 - 軽飛行機（FA-200エアロスバル）が山麓に墜落。同月17日に偶然発見されるも乗員4人全員死亡[2]。